# Stekelpapaver
De stekelpapaver (Argemone mexicana) is een plant uit de papaverfamilie (Papaveraceae). 
Het is een rechtopstaande, weinig vertakte, 15-130 cm hoge plant. Alle vegetatieve delen zijn bezet met stekels en bevatten geel melksap, dat voor dieren giftig is. De bladeren zijn afwisselend geplaatst, tot 20 × 7 cm groot, blauwgroen van kleur en hebben witte nerven. De bladeren zijn gelobd en bestaan uit grof-stekelig getande lobben met meestal een naar boven omgerolde rand. De bovenste bladeren zijn zittend en stengelomvattend.
De alleenstaande, witte of gele bloemen staan aan de stengeltoppen. Ze zijn 4-8 cm breed. De drie kelkbladeren vallen vroeg uit. Er zijn meestal zes kroonbladeren, die in de bloemknop kreukelig zijn en later schaalvormig staan uitgespreid. In het centrum van de bloem bevinden zich de vele gele meeldraden en de zittende, purperen stempels. 
De vruchten zijn bolvormig tot langwerpig en 2,5-3,5 cm lang. Ze splijten met drie tot zes kleppen open, waarbij vele, circa 2 mm grote zaden tevoorschijn komen. Na de ontkieming van de zaden duurt het slechts enkele maanden voordat er weer en plant met vruchten is ontwikkeld.
De stekelpapaver komt van nature voor in tropisch Amerika, waar hij groeit op open, droge standplaatsen. De plant is in veel landen als sierplant ingevoerd, maar hij gedraagt zich daar vaak invasief. Vroeger werd de olie uit de zaden gebruikt voor medicinale en technische toepassingen, maar heden ten dage wordt dit nauwelijks meer gebruikt.